# パナカ
パナカ(PANACA, Parque Nacional de la Cultura Agropecuaria)はコロンビア共和国キンディオ県キンバヤにある農耕畜産のテーマパークである。自然と家畜にふれ合うことを主眼としており、訪れる客は農村の伝統を知ることができる。1999年12月7日開業。世界的に自然や動物に親しみを覚える人が少なくなっていることを憂うコロンビア実業家達によって作られた。家畜館、小動物館、ダチョウ館、養豚館、ネコ科館、農業経済館、イヌ科館、養蚕館、ウマ館、農業館といったテーマ別アトラクションがあり、ショーや子豚レースなどが開催されている。